# Ordizia
Ordizia (span. Ordicia, früher auch Villafranca de Oria,
Villafranca de Ordicia und Villafranca) ist eine Gemeinde in der Provinz Gipuzkoa im
Baskenland in Spanien.

## Geographie
Ordizia ist eine Gemeinde im südlichen Teil von Gipuzkoa und im oberen Drittel des Flusses Oria. Der Kern der Gemeinde befindet sich im Flusstal auf der linken Seite des Flusses. Eingeschlossen wird Ordizia von den Hügeln Odetagoena (729 m) und Oiangu (328 m). Der Fluss Oria fließt von Süden nach Norden durch Ordizia mit einigen Nebenästen (Mariaratz im Westen und San Juan (Fluss) im Osten).
Der Untergrund im Tal ist hauptsächlich angeschwemmtes Sediment. Zu den Bergen hin wird der Boden lehmiger.
Bedingt durch das feuchte Klima und den häufigen Regen gibt es eine reichhaltige Fauna an Laubbäumen, wie z. B. Eichen, Kastanien und Buchen.

## Geschichte
Der Ort entstand 1256, als der König von Kastilien Alfons X. der Weise die Gründung des Ortes Ordicia anordnete. Einige Jahre später, 1268, vergab der König Alfons X. der Ortschaft den Titel einer Kleinstadt und damit das Recht von Vitoria-Gasteiz unabhängig zu sein, den Ort in Villafranca umzubenennen und selbst Recht anzuwenden.
Im weiteren Verlauf wurden beide Namen verwendet, Villafranca und Ordicia, wobei vor allem in der baskischen Sprache der Name Ordicia populär blieb. Im Jahr 1916 wurde Villafranca in Villafranca de Oria umbenannt, um den Ort von anderen Orten mit dem Namen Villafranca in Spanien zu unterscheiden. Der Name Villafranca de Oria war aber nie sehr popular, so dass 1970 „Villafranca de Ordicia“ als Name gewählt wurde, der die beiden ursprünglichen Namen vereinigte.
Schlussendlich wurde am 4. Januar 1982 vom Ministerium der Kommunalverwaltung bekanntgegeben, dass zum 20. Januar 1982 der offizielle Name Ordizia sein würde, was den baskischen Namen in moderner Rechtschreibung reflektiere.

## Sport
Ordizia besitzt eine erfolgreiche Rugbymannschaft, Ordizia RE, die in der División de Honor spielt. Sie gewann zwei Mal die Copa del Rey.

## Töchter und Söhne der Gemeinde
- Andrés de Urdaneta (1498–1568), Augustinermönch, Kapitän und Entdecker
- Luciano Montero (1908–1993), Radrennfahrer
- Nekane Balluerka (* 1966), Psychologin und Hochschullehrerin
- Ana Usabiaga Balerdi (* 1990), Radsportlerin
- Irene Usabiaga (* 1993), Radsportlerin

## Partnergemeinden
- Trujillo (Spanien), Provinz Cáceres, Extremadura, Spanien
- Acapulco, Guerrero, Mexiko[3]
- Santa Amalia, Provinz Badajoz, Extremadura, Spanien

## Bilder

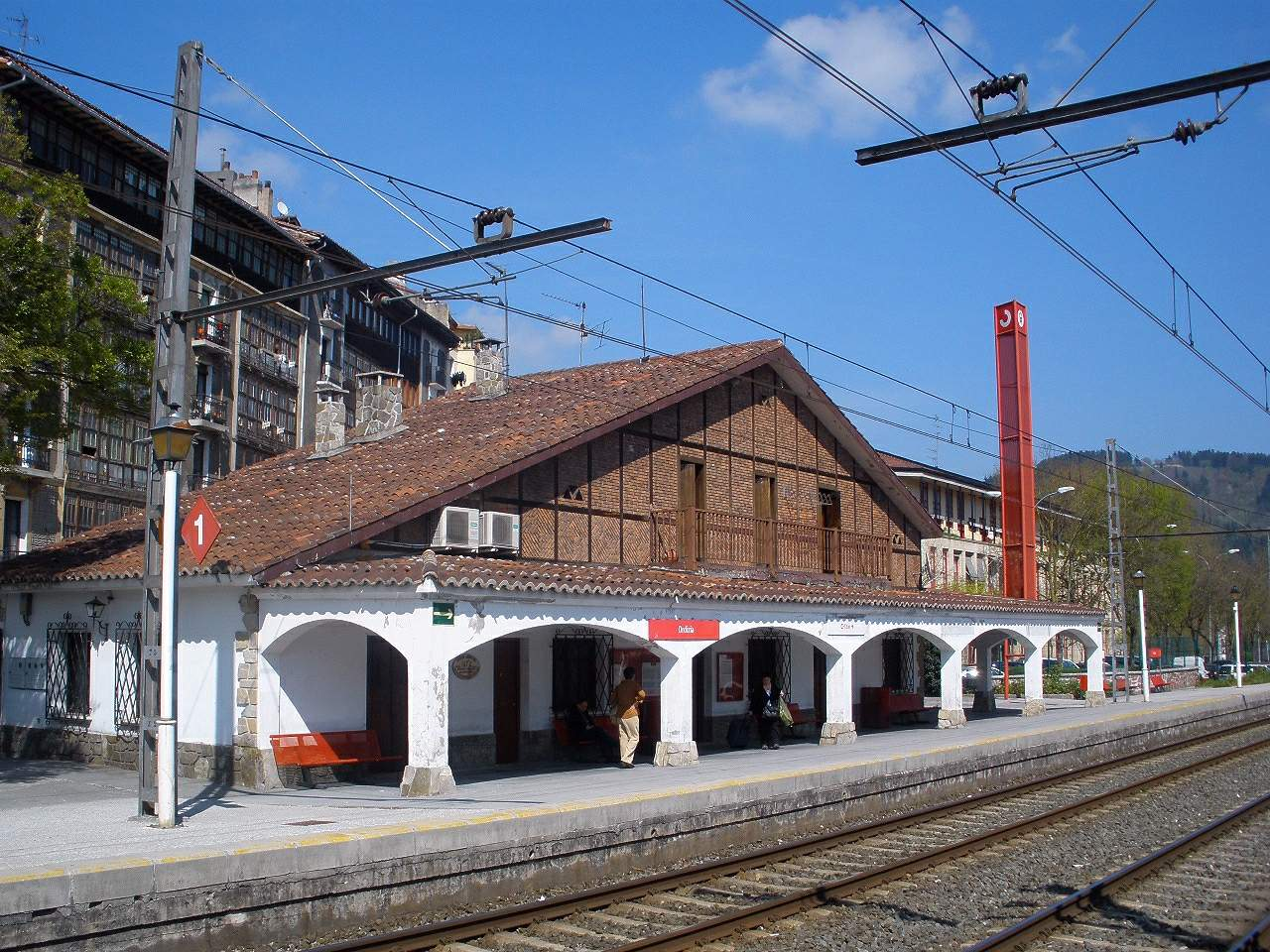
Der Bahnhof
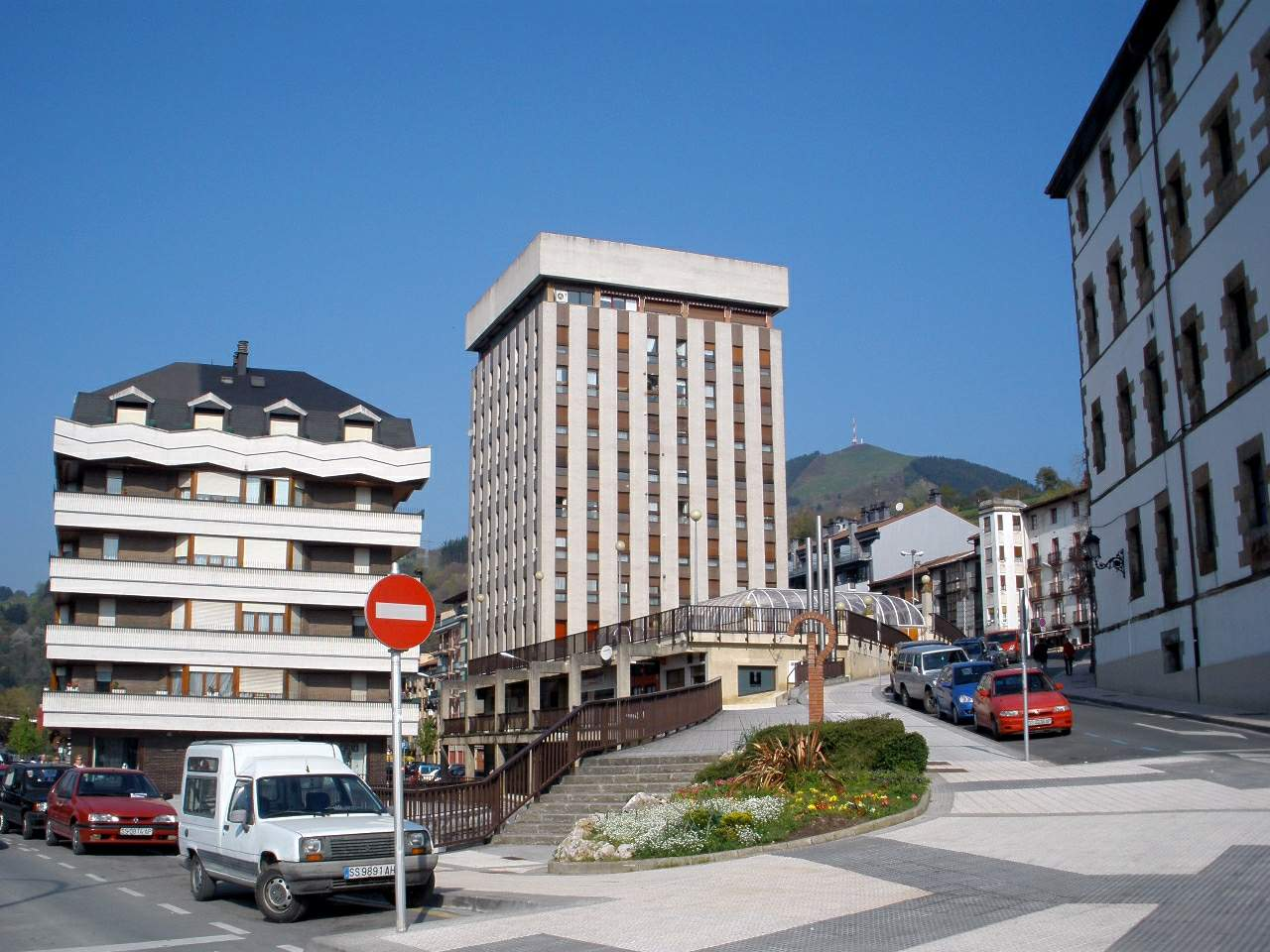
Joseba Rezola Straße und das Torresol Gebäude
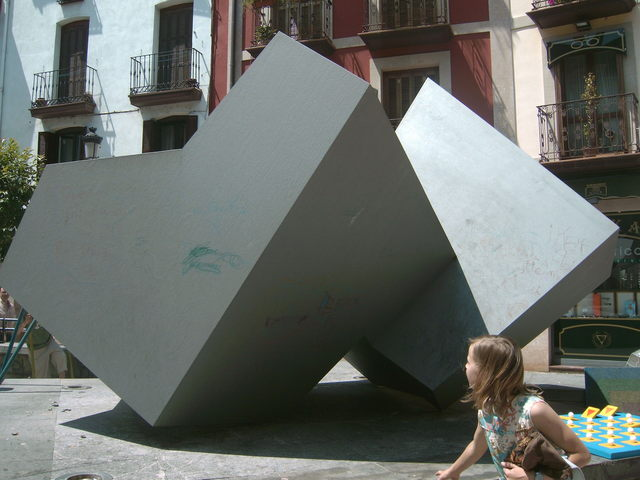
Skulptur von Jorge Oteiza